# DTMF
DTMF é a sigla em inglês de “Dual-Tone Multi-Frequency”, os tons de duas frequências utilizados na discagem dos telefones mais modernos. 
Nos primeiros telefones a discagem era feita através de um “disco” que gerava uma sequência de pulsos na linha telefônica (“discagem decádica” ou “discagem usando sinalização decádica”). Ao se ocupar a linha, o “laço” (“loop”) era fechado e, ao se efetuar a discagem, ocorriam aberturas periódicas deste “laço”, tantas vezes quanto o número discado: para a discagem do 1, uma abertura, para a discagem do 2, duas aberturas, e assim sucessivamente até o 0 (zero) que, na verdade, significava 10 aberturas.
Com o advento dos telefones com teclado, das centrais telefônicas mais modernas e com a disseminação dos filtros (primeiro os analógicos, depois os digitais), passou-se a utilizar a sinalização de multi frequência, uma combinação de tons (os DTMFs vulgarmente conhecidos em inglês por touch tones) para discagem.
A sinalização DTMF foi desenvolvida nos laboratórios Bell (Bell Labs) visando permitir o DDD, que usa enlaces sem fio como os de micro-ondas e por satélite.
As frequências destes tons e suas combinações são mostradas na tabela abaixo:
| Hz  | 1209 | 1336 | 1477 | 1632 |
| --- | ---- | ---- | ---- | ---- |
| 697 | 1    | 2    | 3    | A    |
| 770 | 4    | 5    | 6    | B    |
| 852 | 7    | 8    | 9    | C    |
| 941 | *    | 0    | #    | D    |

Na tabela acima são mostradas as frequências “altas” na linha superior e as baixas na coluna mais à esquerda. No centro o números do teclado. Nos teclados dos telefones são mostrados apenas os números de 1 até 0 e os caracteres “*” e “#”. A frequência de 1633 hertz (e consequentemente os algarismos “A”, “B”, “C” e “D”) é utilizada apenas internamente entre equipamentos de teste e medida.
O tom de discagem final, que é enviado à central, é a frequência obtida do batimento da frequência alta e baixa de uma certa tecla, por exemplo, para a tecla 5 o tom enviado é a soma de uma senóide na frequência de 1336Hz com uma outra senóide de 770Hz.
Na central o sinal elétrico é constantemente analisado para detectar a presença simultânea de uma das frequências baixas e uma das frequências altas, quando então a tecla do cruzamento destas duas frequências é identificada pela central.
A escolha destas frequências se deve principalmente pela baixa probabilidade de se produzir estas combinações de frequências com a voz humana.